# バッドリー・ドローン・ボーイ
バッドリー・ドローン・ボーイ（Badly Drawn Boy、本名:Damon Gough、1969年10月2日 - ）は、イギリス ・ベッドフォードシャー出身のシンガーソングライター。
グレーター・マンチェスターのボルトンで幼少期を過ごした。2000年にアルバム『ジ・アワー・オブ・ビウィルダー・ビースト』でマーキュリー賞を受賞している。

## ディスコグラフィ

### スタジオ・アルバム

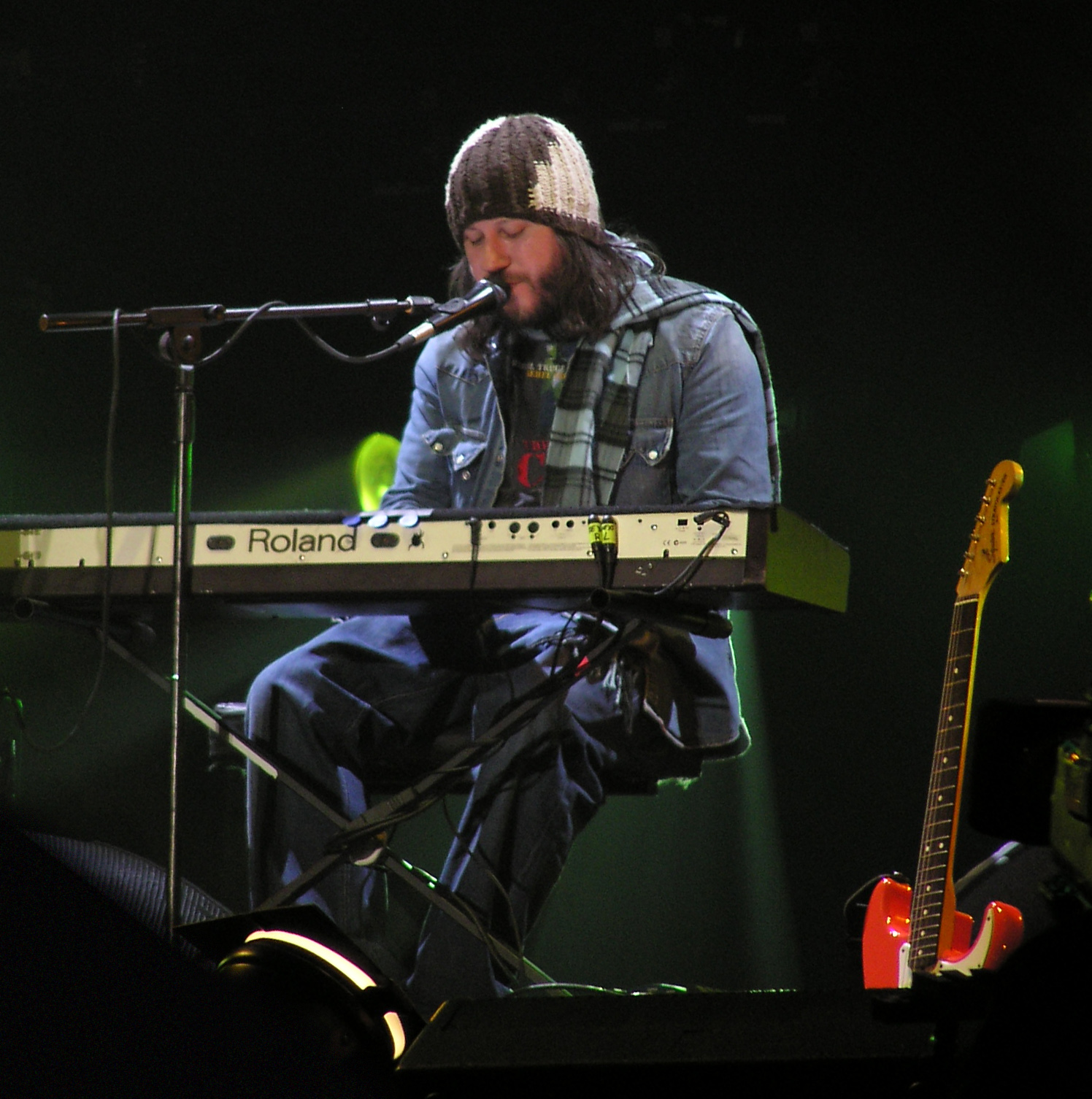
コンサートで演奏するバッドリー・ドローン・ボーイ（2005年1月）

- 『ジ・アワー・オブ・ビウィルダー・ビースト』 - The Hour of Bewilderbeast (2000年)
- 『アバウト・ア・ボーイ』 - About a Boy (2002年) ※映画『アバウト・ア・ボーイ』サウンドトラック
- 『恋を見ていた少年』 - Have You Fed the Fish? (2002年)
- 『ワン・プラス・ワン・イズ・ワン』 - One Plus One Is One (2004年)
- 『BORN IN THE U.K.』 - Born in the U.K. (2006年)
- Is There Nothing We Could Do? (2009年)
- It's What I'm Thinking Pt.1 – Photographing Snowflakes (2010年)
- Being Flynn (2012年)
- Banana Skin Shoes (2020年)

### コンピレーション・アルバム
- 『ハウ・ディット・アイ・ゲット・ヒア』 - How Did I Get Here? (1999年) ※日本限定リリース